# Sikorsky S-38
El Sikorsky S-38 fue un avión anfibio sesquiplano bimotor y de 8 asientos estadounidense. A veces fue llamado el “Yate Aéreo del Explorador” y fue el primer hidrocanoa anfibio de Sikorsky producido ampliamente, que además de servir exitosamente con Pan American Airways y el Ejército estadounidense, también tuvo numerosos propietarios privados que recibieron notoriedad por sus hazañas.

## Diseño y desarrollo

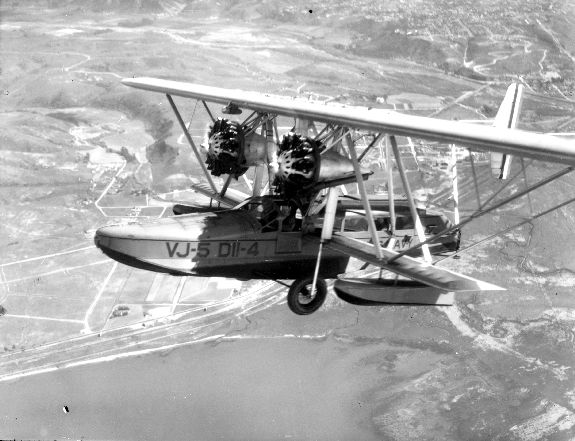
Sikorsky PS-3, sirviendo como transporte para el Eleventh Naval District. VJ-5 D11-4 (8285), fotografiado en marzo de 1930.

El S-38 fue desarrollado desde los Sikorsky S-34 y S-36. El S-38 voló por primera vez el 25 de mayo de 1928. La Armada estadounidense ordenó dos aviones (designados XPS-2) y Pan American Airways fue uno de los primeros clientes. 
Se construyeron un total de 101 aviones, fabricados originalmente por la Sikorsky Manufacturing Corporation de Long Island, Nueva York, y por la Sikorsky Aviation Corporation, en Bridgeport, Connecticut. Sikorsky fue adquirida por United Aircraft and Transport Corporation a mitad de la producción. 

## Variantes

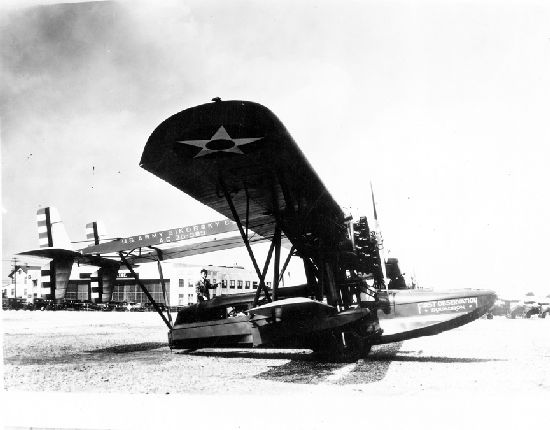
Un C-6A.

S-38A
Hidrocanoa anfibio de pasajeros, 11 construidos.
S-38B
Modelo de 10 plazas, 80 construidos.
S-38C
Modelo de 12 plazas, 10 construidos.
C-6
Designación de las Fuerzas Aéreas del Ejército de los Estados Unidos para los S-38A de evaluación, un avión más tarde usado como transporte VIP.
C-6A
Designación de las Fuerzas Aéreas del Ejército de los Estados Unidos para un C-6 con cambios menores, 10 producidos.
XPS-2
Designación de la Armada de los Estados Unidos para el S-38A, dos aviones más tarde convertidos a transportes XRS-2.
PS-3
Designación de la Armada de los Estados Unidos para el S-38B, 4 aviones más tarde convertidos a transportes RS-3.
XRS-2
Designación de la Armada de los Estados Unidos para dos XPS-2 convertidos en transportes.
RS-3
Designación de la Armada y del Cuerpo de Marines estadounidenses para la versión de transporte del S-38B, tres aviones y conversiones desde PS-3.
RS-4
Designación de la Armada de los Estados Unidos para dos S-38A confiscados y puestos en servicio.  

## Operadores

### Civiles
- American Airlines
- Andean Corporation
- Canadian Colonial Airways
- Colonial Western Airways
- Creole Petroleum Corporation: operó desde Maturin, Venezuela.
- Cubana de Aviación
- Curtiss Flying Service[1]
- Inter-Island Airways (Hawaiian Airlines)[2]
- Lloyd Aéreo Boliviano  (Lab)
- Martin and Osa Johnson
- New York, Rio, and Buenos Aires Line (NYRBA): Usado para transportar el primer correo aéreo desde Argentina a Miami. Todos vendidos a Pan Am en 1930.[3]
- NYRBA do Brasil
- Northwest Airways
- Pan American Airways
- Pan American-Grace Airways: operado desde Lima, Perú.[3]
- Pan American Petroleum Company
- Panair do Brasil
- Avianca as SCADTA
- Svensk Flygtjänst AB (más tarde Swedair)
- Western Air Express

### Militares
Chile
- Fuerza Aérea de Chile

 España
- Fuerzas Aéreas de la República Española: una unidad fue usada en el Frente del Norte durante la Guerra Civil Española. Fue derribado por fuego amigo.[4]

 Estados Unidos
- Fuerzas Aéreas del Ejército de los Estados Unidos
- Cuerpo de Marines de los Estados Unidos
- Armada de los Estados Unidos

 Panamá
- Fuerza Aérea Panameña

Algunos propietarios famosos incluyen:

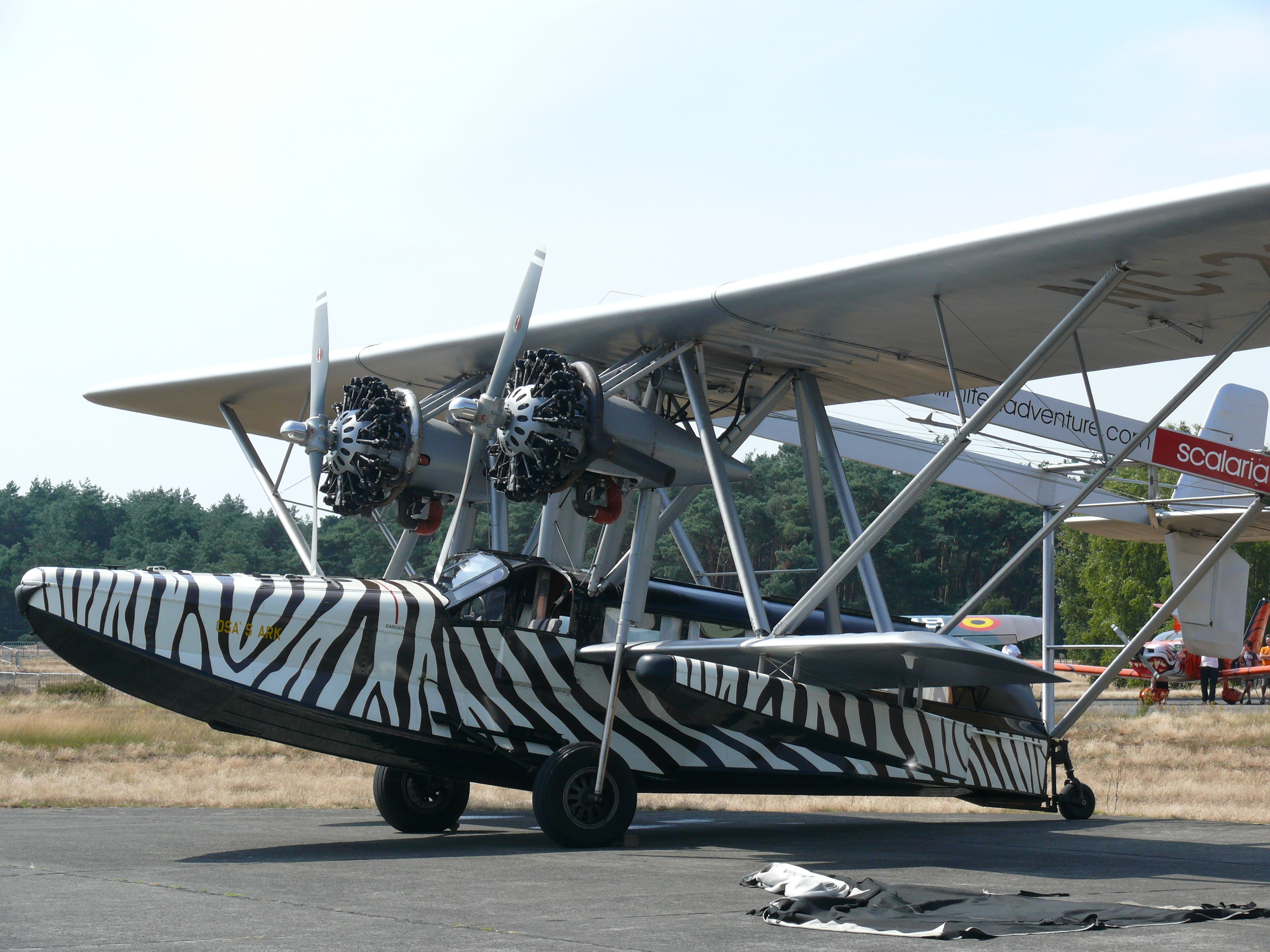
S-38 Osa's Ark.

- Howard Hughes, aviador y hombre de negocios.
- El aviador Charles Lindbergh (exploró rutas sudamericanas y del Océano Pacífico para la Pan Am, con Anne Morrow Lindbergh.
- Robert R. McCormick, editor de periódico (exploró rutas aéreas comerciales entre Norteamérica y Europa).[3]
- John Hay Whitney, inversor de riesgo (transporte de lujo).
- Los Flying Hutchinsons (primer intento de vuelo de circunnavegación realizado por una familia).
- Martin y Osa Johnson, productores de cine (en el S-38 rayado como una cebra Osa's Ark, con la compañía del S-39 Spirit of Africa con patrón de jirafa, exploraron África extensivamente, realizando películas de safari y libros). Su S-38 fue citado en la aventura de cómic The Phantom (2 de mayo a 30 de agosto de 2008) como la razón por la que Kit Walker compró un original por 3,25 millones de dólares. La venta fue solo por invitación y el nuevo propietario tuvo que partir por la noche porque los 101 construidos fueron documentados como perdidos, sin contar los dos sobrevivientes que se detallan a continuación.
- Herbert Fisk Johnson Jr. (exploró la parte noreste de Brasil en busca de la palma carnaúba, y para investigar la Cera de carnaúba, la fuente de cera natural más dura). El Spirit of Carnauba, una réplica de este avión, está en exhibición en el Fortaleza Hall, en el campus S. C. Johnson.[5][6][7]

## Reproducciones
Durante los años 90, se construyeron dos reproducciones del S-38, por la “Born Again Restorations” de Buzz Kaplan, de Owatonna, Minnesota. Uno fue producido por Samuel Curtis Johnson Jr., el hijo de Herbert Fisk Johnson, para recrear el vuelo de su padre, que completó en 1998. En agosto de 2017, el avión estaba suspendido del techo de Fortaleza Hall en la sede central de S. C. Johnson & Son, Wisconsin. La otra réplica de S-38, N28V, apareció en la película The Aviator (2004), una historia ligeramente basada en la vida de Howard Hughes, que fue propietario de un S-38 durante su vida. En agosto de 2017, era propiedad de Kermit Weeks y está localizado en el Fantasy of Flight Museum en Polk City, Florida, llevando el esquema de pintura de Osa’s Ark. 

## Accidentes
- Un S-38 de SCADTA (realmente Avianca, nunca fue una subsidiaria de Pan Am), NC9107, se estrelló en la jungla colombiana cerca de Pereira, muriendo todos excepto uno a bordo;  el superviviente tardó 7 días en ser trasladado a la civilización.
- T. Raymond Finucane, un rico hombre de negocios de Rochester, Nueva York, y otros 3 hombres desaparecieron sobre el mar a bordo de un anfibio Sikorsky tras salir de Norfolk, Virginia, hacia Nueva York, el 22 de marzo de 1929. En Miami, Florida, Finucane había apostado con un amigo que estaba viajando en tren que él llegaría primero a Nueva York. Alquiló con Curtiss Flying Service para volar a Nueva York desde Miami. También a bordo del avión desaparecido estaban Frank Ables y J. Boyd, mecánicos de Curtiss, junto con Harry Smith, el piloto. Una búsqueda masiva realizada por aviones de Curtiss, aviones militares estadounidenses, barcos del guardacostas, e incluso el dirigible Los Angeles fue incapaz de descubrir algo. La señora Finucane, presidenta fundadora de Rochester Community Players, visitó la operación de Curtiss en Roosevelt Field, el destino del vuelo, solicitando novedades.[12] Los restos que presumiblemente son de este avión fueron encontrados 8 años más tarde por una goleta de pesca.[13]
- El 25 de septiembre de 1932, un Sikorsky S-38  de  Panair do Brasil con la matrícula P-BDAD, llevando todavía los rótulos de Nyrba do Brasil, fue robado del hangar de la compañía por tres hombres, que tomaron a un cuarto como rehén. Ninguno era aviador, pero se las arreglaron para despegar. Sin embargo, el avión se estrelló en São João de Meriti, muriendo los cuatro hombres. Aparentemente, el secuestro estaba relacionado con los sucesos de la Revolución Constitucionalista en São Paulo y se considera que fue el primer secuestro realizado en Brasil.[14][15]
- Una rica divorciada, la señora Francis Grayson, Brice Herbert Goldsborough (navegador) y Oskar Omdal, y Fred Koehler (pasajero), intentaron cruzar el Atlántico (un tercer intento) el 23 de diciembre de 1927 en un Sikorsky S-38, llamado “The Dawn”. Ella estaba determinada a ser la primera mujer en sobrevolar el Atlántico. Las condiciones del mar eran tormentosas y bravas, pero ella estaba determinada. Pasaron Cabo Cod a las 8 de la mañana, en dirección hacia Harbor Grace, Terranova. La estación de radio de Sable Island  captó: “Algo va mal” con su indicativo... a una distancia de 30 millas. No alcanzaron un sitio para aterrizar. Se inició la primera expedición aérea de socorro, incluyendo dos destructores y el dirigible USS Los Angeles. Se encontró un mensaje en una botella el 29 de enero de 1929, en el que se leía: “1928, nos estamos congelando. Pérdida de gasolina. Nos estamos desviando de Grand Banks. Grayson”. Nada más se supo.[16]

## Especificaciones (S-38A)

### Características generales
- Tripulación: Dos
- Capacidad: Diez pasajeros
- Longitud: 12,3 m (40,3 ft)
- Envergadura: 21,9 m (71,7 ft)
- Altura: 4,2 m (13,8 ft)
- Superficie alar: 68,6 m² (738,4 ft²)
- Peso vacío: 2727 kg (6010,3 lb)
- Peso cargado: 4764 kg (10 499,9 lb)
- Planta motriz: 2× motor radial de 9 cilindros refrigerado por aire Pratt & Whitney R-1340 Wasp.
  - Potencia: 298 kW (411 HP; 405 CV) cada uno.

### Rendimiento
- Velocidad máxima operativa (Vno): 192 km/h (119 MPH; 104 kt)
- Alcance: 1200 km (648 nmi; 746 mi)
- Techo de vuelo: 4878 m (16 004 ft)
- Régimen de ascenso: 3,8 m/s (750 ft/min)
- Carga alar: 69 kg/m² (14,1 lb/ft²)
- Potencia/peso: 0,13 kW/kg (0,08 hp/lb)

## Aeronaves relacionadas

### Desarrollos relacionados
- Sikorsky S-34
- Sikorsky S-36

### Aeronaves similares
- Keystone-Loening Commuter
- Keystone–Loening Air Yacht
- Grumman Widgeon
- Grumman Goose
- Piaggio P.136

### Secuencias de designación
- Secuencia S-_ (interna de Sikorsky): ← S-35 - S-36 - S-37 - S-38 - S-39 - S-40 - S-41 →
- Secuencia C-_ (Aviones de Carga del USAAC/USAAF/USAF, 1924-1962): ← C-3 - C-4 - C-5 - C-6 - C-7 - C-8 - C-9 →
- Secuencia P_S (Aviones de Patrulla de la Armada estadounidense, 1922-1962 (Sikorsky, 1928-1962)): PS - P2S
- Secuencia R_S (Aviones de Transporte de la Armada estadounidense, 1931-1962 (Sikorsky, 1928-1962)): RS